# گی دروت
گی دروت (فرانسوی: Guy Drut‎؛ زادهٔ ۶ دسامبر ۱۹۵۰) سیاست‌مدار، و ورزشکار دو و میدانی اهل فرانسه است.
وی همچنین برندهٔ جوایزی همچون لژیون دونور (شوالیه) شده‌است.